# Orolaunum

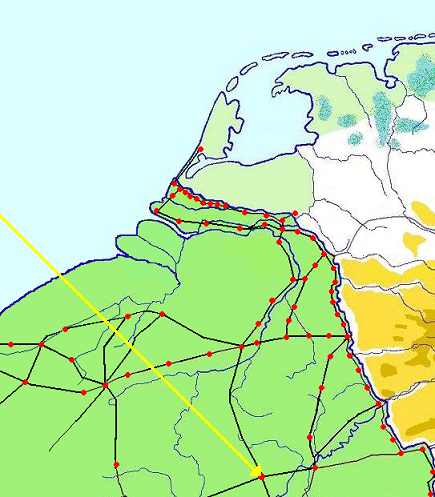
Localisation d’Orolaunum

Orolaunum Vicus, actuellement Arlon dans le Luxembourg belge, était une bourgade de la province romaine de Gaule belgique.

## Géographie

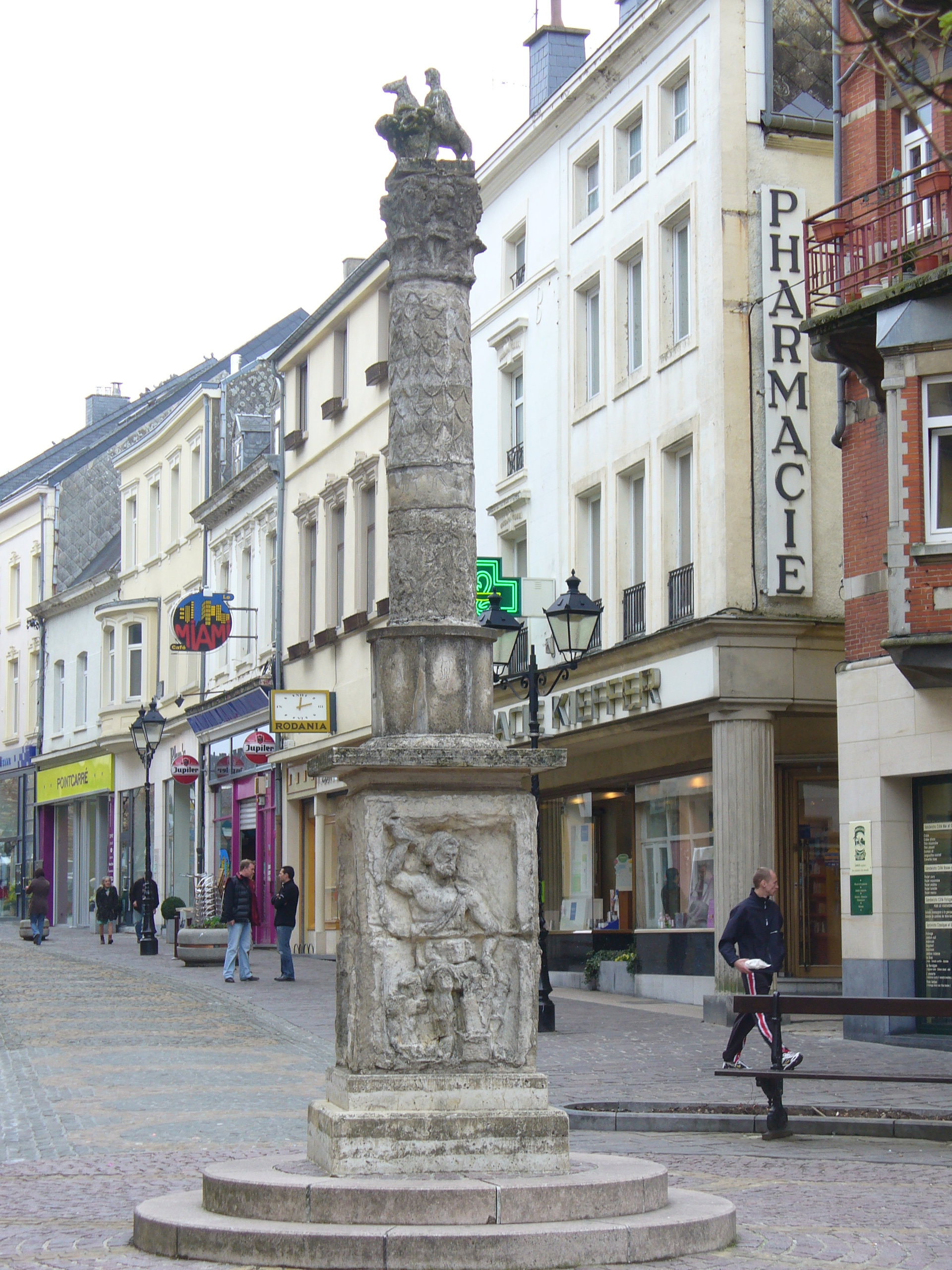
Reconstitution d'une colonne découverte à Arlon en 1972

Le vicus d’Orolaunum était situé au croisement de deux chaussées romaines importantes : l’une qui menait de Durocortorum (Reims) à Augusta Treverorum (Trèves), l’autre de Divodurum Mediomatricorum (Metz) à Atuatuca Tungrorum (Tongres).

## Histoire
Arlon appartenait à la Cité des Trévires (Ciuitas Treuerorum), dont la capitale était Augusta Treverorum (Trèves). 
Fondée au Ier siècle, Orolaunum se développe durant les deux siècles suivants. Au IIIe siècle, le vicus d’Orolaunum est cité dans l'Itinéraire d'Antonin. À la fin du IIIe siècle, à la suite de la multiplication des incursions de groupes venus de Germanie, le vicus est transformé en place forte.

## Économie
Le site d’Orolaunum développe du Ier au IIIe siècle une économie prospère liée à ses fonctions commerçantes et administratives.

## Archéologie

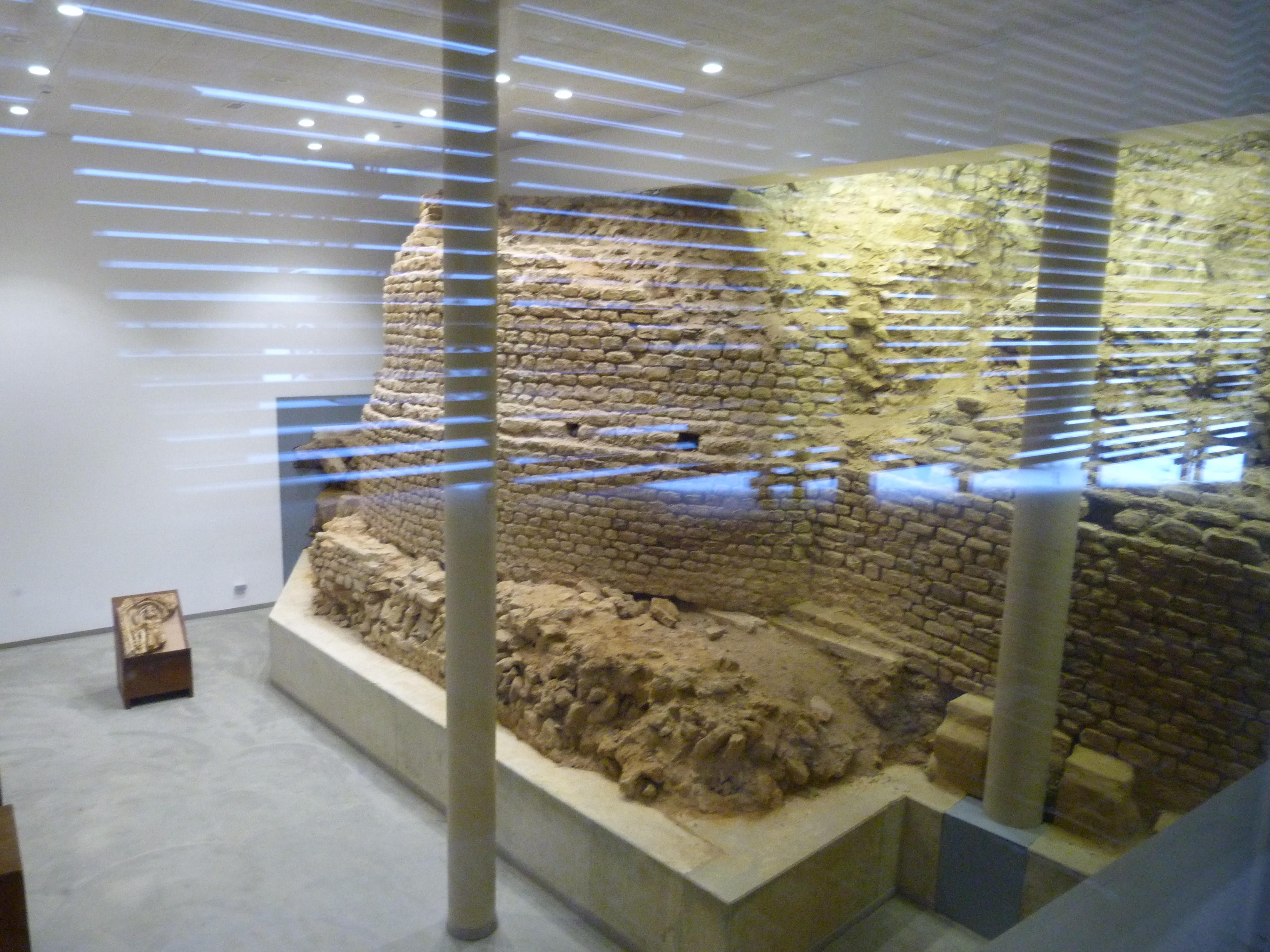
Tour Jupiter d’Orolaunum

Le site d’Arlon a livré depuis le XIXe siècle de nombreux vestiges archéologiques, qui permettent de reconstituer l’histoire de la région à l’époque gallo-romaine, comme par exemple la tour Jupiter ou la tour Neptune. Au début du XXIe siècle, plusieurs campagnes de fouilles ont permis de doubler la superficie connue du vicus à l’époque romaine et d’apporter des précisions sur la vie au quotidien, les activités artisanales et les sources d’approvisionnement des habitants d’Orolaunum.
Le résultat des fouilles est exposé au Musée archéologique d'Arlon, réputé pour ses collections lapidaires.